# Menaichmos
Menaichmos (latin Menaechmus), grekisk matematiker, broder till matematikern Deinostratos,
levde i mitten av 4:e århundradet f. Kr. och uppfann de tre
koniska sektionerna. Han framställde dessa genom att skära en rät kon medelst ett plan, vinkelrätt mot en sidolinje, och erhöll en ellips, parabel eller
hyperbel, allteftersom konens vinkel var spetsig, rät eller trubbig. 
Han löste även problemet om kubens fördubbling med hjälp av dels två parabler, dels en parabel och en hyperbel. Jfr "Die fragmente des mathematikers Menaechmus" av Schmidt (i "Philologus", bd 42, 1883). Menaichmos var, enligt Johannes Stobaeus, Alexander den stores
lärare och skall ha fällt det yttrande, som eljest tillägges Euklides, nämligen att det ej funnes någon kungsväg inom geometrien.